# After All These Years
After All These Years és un senzill de l'àlbum Diorama, quart treball de la banda australiana Silverchair. La cançó es va llançar com a senzill promocional i únic del box set The Diorama Box. També es va realitzar un videoclip on s'intercalen imatges de Daniel Johns tocant el piano i cantant amb imatges de paisatges.

## Llista de cançons
Promo CD AUS (ELEVENCDPRO13)
1. "After All These Years"
2. "Across the Night (Van Dyke Premix)"
3. "Tuna in the Brine (Van Dyke Premix)"
4. "Silverchair Interviews and Track by Track"

- EP promocional només disponible en el "The Diorama Box".